# Amerikanska CIA-utredningar
USA:s regering har gjort ett flertal djupgående utredningar och rapporter om CIA. Flera av dessa utredningar (av Church Committee, Rockefeller Commission, Pike Committee, etc.) har visat att CIA agerat utanför sitt charter, utanför stadgar och lagenligt handlingsutrymme.

## 1949 Eberstadt Report (First Hoover Commission)
Rapporten framhåller att CIA måste vara den centrala organisationen för underrättelsetjänst i USA.

## 1949 Dulles-Jackson-Correa Report
Rapporten föreslår en genomgripande omorganisering av CIA.

## 1954 Doolittle Report on Covert Activities
1954 gjorde general James Doolittle en djuplodande rapport om CIA för den dåvarande presidenten Dwight D. Eisenhowers räkning.

## Rapporten från 1996
1996 publicerade U.S. House Permanent Select Committee on Intelligence en kongressrapport i vilken allvarlig, för att inte säga dräpande, kritik riktades mot CIA. Enligt rapporten bryter hundratals CIA-anställda allvarligt och dagligen mot lagar runt om i världen.[källa behövs]

## Dokumenten från 2007
Den 27 juni 2007 släppte CIA två kollektioner av tidigare hemligstämplade dokument, vilka beskrev ett flertal CIA-aktiviteter med tveksam laglighet. Den första kollektionen utgörs av 700 sidors text där anställda på CIA svarar på utredningsfrågor. Den andra kollektionen, "CAESAR-POLO-ESAU papers", utgörs av 147 dokument och 11,000 sidor som behandlar CIA:s kartläggning av Kina och Ryssland från 1953 till 1973.